# پروفیباس
پروفی باس یا Process Field Bus یک پروتکل برای ارتباطات فیلدباس میدانی در فناوری اتوماسیون است که نخستین بار در سال 1989 توسط BMBF (وزارت آموزش و تحقیقات آلمان) ارتقا یافت و سپس توسط زیمنس مورد استفاده قرار گرفت.  پروفی باس سیستمهای اتوماسیون و کنترلرها را با دستگاههای میدانی غیر متمرکز مانند سنسورها ، محرکها و رمزگذارها پیوند می دهد. شبکه های پروفی باس داده ها را با استفاده از یک کابل واحد تبادل می کنند.  پروفی باس نباید با استاندارد پروفی نت برای اترنت صنعتی اشتباه گرفته شود.  پروفی باس بصورت اوپن به عنوان بخشی از IEC 61158 منتشر می شود.

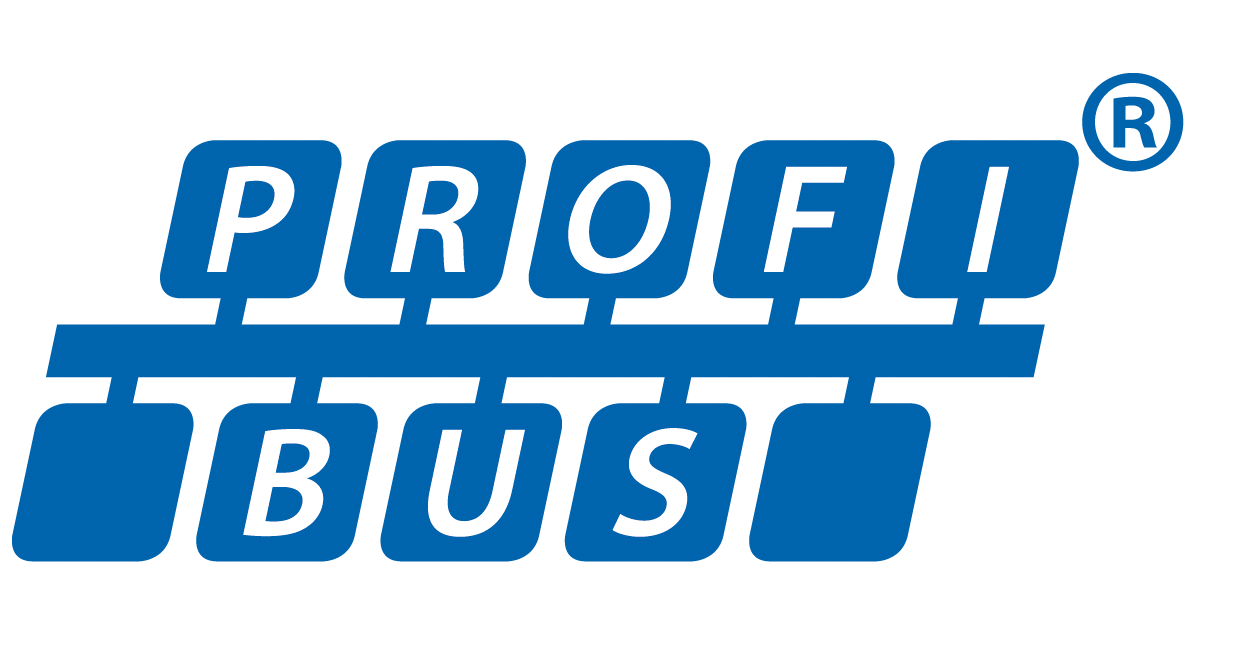
protocol information

## تاریخچه پروفی باس
در اواخر قرن نوزدهم، فرآیند سیستم های کنترل مبتنی بر تکنولوژی مکانیکی و وسایل آنالوگ بودند.چندی بعد تکنولوژی کنترل پنوماتیکی و هیدرولیکی مطرح شدند که کنترل سیستم را توسط کنترل کننده مرکزی امکان پذیر می ساخت.در اوایل سال ١٩۶٠، برای نخستین بار PLC ها پا به عرصه وجود گذاشتند و به تدریج جایگزین مدارات رله ای شدند.با گسترش PLC ها در اواسط سال ١٩٧٠، بحث کنترل غیر متمرکز مطرح شد و اولین سیستم های کنترل غیر متمرکز عرضه شدند.
در همین دوران شبکه کامپیوترهای محلی تبادل دیتا بین کامپیوترها را بهبود بخشید و پروژه ای جهت مقاصد اتوماسیون صنعتی شکل گرفت که در دهه 90 تحت عنوان فیلد باس عملی شد.وقتی صحبت از جایگاه Fieldbus در هرم اتوماسیون می شود، بیش ازهمه ذهن به سطح Field معطوف می شود که در واقع همان شبکه کردن سنسورها و عملگر ها می باشد.این تصور با این وجود که درست است اما در عمل پروتکل های مختلفی که تحت عنوان Field عرضه شده اند بعضا پا را فراتر گذاشته و در سطح کنترل نیز کاربرد پیدا کرده اند که پروفی باس نیز یکی از این موارد است.پیشینه PROFIBUS که از عبارت bus process field گرفته می شود به سال 1987 بر می گردد.بیش از 20 کمپانی و موسسه آلمانی، پروژه ای را تحت عنوان استانداردسازی شبکه در سطح فیلد، با همکاری یکدیگر در دست گرفتند.
کمپانی زیمنس نیز در بین آن ها بود.ایجاد یک شبکه باز (Open) که بتواند سیستم های کنترل موجود مانند PLC و DCS را پوشش دهد، هدف نهایی این پروژه بود.
سرانجام پس از 3 سال، در سال 1990، PROFIBUS FMS ارائه شد که کاربرد اصلی آن در ارتباطات پیچیده کنترلی بود و همچنان نیز کنار گذاشته نشده است.

## پروفی نت چیست
PROFINET را می‌توان تکامل یافته پروتکل پروفی‌ باس دانست.
امروزه در صنعت، مردم دوست دارند از پروتکل‌های مبتنی بر اترنت (IEEE 802.3) و مدل OSI استفاده کنند.
PROFINET کلیه مزایای یک شبکه پیشرفته از پشتیبانی کنترل تا ارتباطات درون شبکه و همینطور ایجاد یک شبکه قدرتمند یکنواخت را دارد.
یکی دیگر از مزایای پروتکل پروفی باس این است که به راحتی قابل اجرا است.
یک الگوی ساختاری شناخته شده (بر مبنای شبکه اترنت موجود در سیستم) که هزینه زیرساخت آن کم است. استفاده می‌کند.
البته نباید تصور شود که PROFINET یک شبکه پروتکل پروفی باس اترنت است.
بلکه PROFINET یک استاندارد باز مبتنی بر اترنت و تکامل یافته پروتکل PROFIBUS است.
یک قابلیت مهم PROFINET پشتیبانی لایه‌های TCP / IP است که مزایای قابل توجهی را به آن می‌افزاید.
همه دستگاه‎‌ها به یک شبکه واحد متصل می‌شوند که کنترل، تشخیص و غیره در آن انجام می‌شود و عموما نیازی به استفاده از گذرگاه نیست

## تفاوت مدباس و پروفی باس
آنها دو پروتکل ارتباطی مختلف هستند. در یک قیاس واضح آنها مثل دو زبان مختلف هستند، پروفی باس آلمانی صحبت می کند و مدباس انگلیسی.  با این حال ، مدباس می تواند بر روی اترنت (از جمله با چندین راهبر بطور هم زمان) کار کند در حالی که پروفی باس نمی تواند. پروفی نت می تواند ، اما پروفی نت مانند پروفی باس نیست.

## تفاوت پروفی باس و پروفی نت
پروفیباس یک فیلد باس سریال کلاسیک است؛ پروفی نت یک اترنت صنعتی است. به طور خلاصه ، پروفی نت با پهنای باند بیشتر و پیام های بزرگتر و سریعتر است. 

## پروفی باس چگونه کار می کند؟
پروفی باس یک پروتکل نوع Master/salve مانند Masterbus است اما دارای یک پروتکل اضافی حلقه توکن است که امکان استفاده از چند Master را امکان پذیر می سازد. همچنین بر خلاف مدباس، همه دستگاه ها در زمان راه اندازی پروسه ای را طی می کنند که در طی آن آنها به شبکه می پیوندند.  هر Slave یک تایمر failsafe را حفظ می کند.  اگر Master در یک بازه زمانی مشخص با آن صحبت نکند ، Slave به حالت امن می رود.  Master باید قبل از وقوع تبادل اطلاعات دیگر، دوباره پروسه راه اندازی را طی کند. این ، در ترکیب با یک تایمر نگهبان در Master ، اطمینان حاصل می کند که تمام ارتباطات در هر چرخه باس در یک مقدار زمانی خاص اتفاق می افتد.
اسکن عمومی باس Master A Token را دریافت می کند، که به آن امکان کنترل باس را می دهد.  سپس داده ها را با هر یک از Slave های خود تبادل می کند و پس از اتمام کامل، Token را به Master بعدی (در صورت وجود) انتقال می دهد.  نیاز به تشخیص دقیق از هر Slave نیز در پروتکل ساخته شده است.  در طی تبادل داده های عادی، یک Slave می تواند به Master هشدار دهد که دارای تشخیص است، که سپس بوسیله Master در طول اسکن بعدی باس خوانده خواهد شد.

اسکن پروفی باس

## انواع شبکه پروفی باس
دو نسخه جایگزین از پروفی باس به طور کلی در اتوماسیون استفاده می شود: پروفی باس DP و پروفی باس PA. PA و DP حاوی پروتکل های یکسان هستند و هر دو با استفاده از یک دستگاه باس کوپلر می توانند به یکدیگر وصل شوند. 
(Profibus DP (Decentralized Peripherals معمولاً برای تبادل داده با دستگاه های میدانی مانند سنسورها و محرک ها از طریق یک کنترلر قابل برنامه ریزی در برنامه های کاربردی در زمینه اتوماسیون تولید استفاده می شود.
(Profibus PA (Process Automation برای رابط ابزارهای اندازه گیری دقیق از طریق یک سیستم کنترل فرآیند در برنامه های اتوماسیون فرآیند استفاده می شود. این نوع برای استفاده در مناطق انفجاری/خطرناک (منطقه سابق 0 و 1) طراحی شده است. لایه فیزیکی، (یعنی کابل)، مطابق با IEC 61158-2 است ، که اجازه می دهد تا قدرت از طریق فیلد باس به ابزارهای میدانی تحویل داده شود ، در حالی که جریان الکتریسیته را محدود می کند تا شرایط انفجاری ایجاد نشود. PA سرعت انتقال داده 31.25 kbit/s را دارد.
Profibus FMS یک نسخه اولیه پروفی باس با عنوان “Fieldbus Message Specification”، بود. پروفی باس FMS برای ارتباط بین کنترلرهای قابل برنامه ریزی و PLC ها در نظر گرفته شده بود و اطلاعات پیچیده ای را بین آنها ارسال می کرد.  راه حلی با هدف کلی برای کارهای ارتباطی در سطح سلول.  خدمات قدرتمند FMS طیف گسترده ای از برنامه ها را باز کرده و انعطاف پذیری بالایی را ارائه می دهد. همچنین می توان برای کارهای ارتباطی گسترده و پیچیده استفاده کرد. در این مشخصات پیاده سازی نمی شود زیرا CODE عملکرد مشابهی را ارائه می دهد.

## مزایای استفاده از شبکه پروفی باس
- به دلیل بهره بردن از واسطه های انتقال مانند کابل TP دارای نویز پذیری کمی هستند.

- به دلیل استفاده از روش های انتقال مناسب مانند RS485 از پهنای باند وسیع برخوردار می باشند.
- به خاطر استفاده از روش دسترسی TOKEN PASS تبادل دیتای مطمئن و بدون تداخلی را ایجاد می کنند.
- حذف کابل کشی های موازی باعث می شود در کاهش هزینه های نصب و راه اندازی مفید باشد.
- به خاطر استفاده از سیستم های توزیع شده قابلیت عیب یابی سریع دارد.
- به خاطر Open بودن و عدم انحصار به سازنده خاص، جهت توسعه سیستم انعطاف پذیری زیادی دارد.
- هیچ کالیبراسیون ۴ تا ۲۰ میلی‌آمپر لازم نیست زیرا دستگاه دیجیتال طیف وسیعی از مقادیر فرآیند را اندازه‌گیری می‌کند.

## معایب استفاده از پروفی باس
- ماکزیمم سرعت پروفی باس در حدود Mbps می‌باشد.
- کابل پروفی باس تقریباً گران‌قیمت است.
- توسعه‌دهنده طول پروفی باس (Profibus distance extender) گران‌قیمت است.
- به دلیل کار در مد Master/Slave در صورت ایجاد خطا در Master کل فرآیند انتقال پیام با اختلال روبه خواهد شد.